# Xã Dixon, Quận Gregory, South Dakota
Xã Dixon (tiếng Anh: Dixon Township) là một xã thuộc quận Gregory, tiểu bang Nam Dakota, Hoa Kỳ. Năm 2010, dân số của xã này là 86 người.